# Rudá Hvězda Brno
Rudá Hvězda Brno, på svenska Röda stjärnan Brno, grundad 1953 och upplöst 1 juli 1962, var en tjeckoslovakisk fotbollsklubb i Brno, nuvarande Tjeckien.
Rudá Hvězda var ett av militärens lag i Tjeckoslovakien. Klubben vann under sin korta existens en nationell cuptitel säsongen 1959/1960. Även om cupen vid det tillfället ännu inte fått någon officiell status kvalificerade sig Rudá Hvězda därmed för den första säsongen av Cupvinnarcupen 1960/1961, där laget blev utslaget i kvartsfinal av jugoslaviska Dinamo Zagreb.
1962 upplöstes Rudá Hvězda genom en sammanslagning med Spartak ZJŠ Brno.

## Meriter
- Tjeckoslovakiska cupen (1): 1959/1960